# Tod Alexanders des Großen
Der Tod Alexanders des Großen ereignete sich laut einem zeitgenössischen astronomischen babylonischen Kalender im Winterpalast Nekukadnezars II. in Babylon zwischen dem Abend des 10. Juni und dem Abend des 11. Juni 323 v. Chr. Der makedonische König hatte ein Alter von knapp 33 Jahren erreicht.
Die Todesumstände Alexanders scheinen nicht völlig geklärt. Nach den offiziellen Berichten starb er an einer nicht näher identifizierten Fieberkrankheit, vielleicht Malaria. Bald kamen aber Gerüchte von einer Vergiftung des großen Königs aus, die wohl von seiner Mutter Olympias gestreut wurden. Sie beschuldigte den ihr verhassten Statthalter Makedoniens und Griechenlands, Antipatros, dass er seine Söhne Kassander und Iolaos zur Ermordung Alexanders nach Babylon geschickt habe. Moderne Historiker vertreten unterschiedliche Positionen bei der Bewertung der antiken Berichte zu Alexanders Tod.

## Einzug und Aufenthalt in Babylon
Anfang 323 v. Chr. kehrte Alexander der Große von seinem Indienfeldzug nach Babylon zurück. Bei seiner Ankunft soll es zahlreiche warnende Vorzeichen gegeben haben, die auf seinen baldigen Tod hingewiesen hätten. Auf seinem Zug durch die Satrapie Susiana hatte Alexander mit seinem Heer im Frühjahr 324 v. Chr. der Selbstverbrennung des indischen Gymnosophisten Kalanos zugesehen, der kurz vor seinem Tod geäußert habe, dass er Alexander in Babylon wiedersehen werde; diese Bemerkung habe später einen fatalen Sinn erhalten. Babylonische Wahrsager oder die Chaldäer versuchten Alexander wegen der ungünstigen Omina vom Betreten Babylons abzuhalten. Ihr Sprecher Belephantes trug ihre Bedenken Alexanders Freund Nearchos vor. Obwohl der Makedonenkönig sich für orientalische Mantik interessierte, wollte er zunächst dem Rat der Chaldäer nicht folgen. Doch auch der Zeichendeuter Peithagoras bestätigte drohendes Unheil, woraufhin Alexander in Borsippa Quartier bezog. Dort überzeugte ihn der Philosoph Anaxarchos, den Warnungen keinen Glauben zu schenken, sodass er verspätet doch seinen Einzug in Babylon hielt.
In Babylon empfing Alexander ausländische Gesandtschaften, entwickelte seine nächsten Pläne wie eine Expedition nach Arabien, ließ in Babylon eine große Flotte versammeln und beschäftigte sich mit der Ausbesserung des mesopotamischen Kanalsystems. Zu diesem Zweck befuhr er selbst u. a. den Pallakottos, einen rechten Seitenarm des Euphrat. Dabei wehte ein Windstoß das Diadem von Alexanders Kopf. Ein zum Bergen des Diadems ausgesandter Schwimmer setzte es sich auf den Kopf und übergab es schließlich dem König. Die Wahrsager deuteten die Episode als weiteres unheilvolles Omen. Nach Babylon zurückgekehrt ließ Alexander den Wiederaufbau des Marduk-Tempels beginnen sowie die Bestattungsfeier für Hephaistion durchführen und ordnete eine weitere Reform der Gliederung und Zusammensetzung der Fußtruppen an. Wenige Wochen vor seinem Tod setzte sich Dionysios von Mesene in Abwesenheit des Königs auf dessen Thron, wofür er hingerichtet wurde. Manche Forscher interpretieren diese Episode in dem Sinn, dass die Chaldäer, um das von ihnen prophezeite Unheil von Alexander abzuwenden, Dionysios zum Platznehmen auf dem Thron überredeten, damit ihn als „Ersatzkönig“ nach einem altbabylonischen Ritual stellvertretend das Unheil treffe.

## Verlauf von Alexanders Todeskrankheit
Für die letzten Wochen Alexanders bringen Arrian und Plutarch plötzlich Auszüge aus dem königlichen Hoftagebuch (Ephemeriden), das für einzelne Ereignisse genaue Tagesangaben liefert. Am 29. Mai 323 v. Chr. veranstaltete Alexander ein Bankett für Nearchos und nahm dann mit 19 Zechgenossen an einem Trinkgelage des Thessalers Medios von Larissa teil. Als er gerade aus dem „großen Becher des Herakles“ trank, empfand er einen stechenden Schmerz und musste von seinen Freunden hinausgeleitet werden. Der Alexanderroman führt die Namen der Teilnehmer an Medios’ Bankett an; er stützte sich dabei wohl auf amtliche Aufzeichnungen.
In der darauffolgenden Nacht bekam der König Fieber. Daher wurden viele Ärzte herbeigerufen. Alexander schlief am nächsten Tag im Bad, und am übernächsten Tag besserte sich sein Gesundheitszustand vorübergehend. Dies nutzte er, um ausgiebig zu speisen, zu opfern und mit Medios ein Würfelspiel zu machen. Außerdem ordnete er an, dass sich seine Feldherren für den wenige Tage später geplanten Abmarsch nach Arabien startklar machen sollten. In der folgenden Nacht überfiel ihn wieder das Fieber. Dennoch ließ er sich am nächsten Tag von Nearchos über dessen Fahrt entlang der Küste des Indischen Ozeans berichten. An den beiden Folgetagen stieg sein Fieber. Er wollte weiterhin seine üblichen Opfer darbringen, musste dabei aber getragen werden. Trotzdem unterhielt er sich mit seinen Feldherren über die Nominierung geeigneter Männer für vakante Offiziersstellen. Da sein Fieber hoch blieb, gebot er ihnen, bei ihm im Palast auszuharren.
Am nächsten Tag hatte Alexander sein Sprechvermögen verloren. Die makedonischen Soldaten glaubten, dass der König bereits gestorben sei und dies vor ihnen verborgen gehalten werde. Sie drangen in den Palast ein und defilierten an Alexanders Sterbelager vorüber. Der König konnte noch den Kopf heben und ihnen die Hand reichen. Peukestas, Seleukos und andere Offiziere suchten am 8. Juni 323 v. Chr. das Heiligtum eines örtlichen Heilgottes auf und erkundigten sich, ob Alexander in diesen Tempel geschafft werden solle. Es wurde ihnen aber mitgeteilt, dass es für den König besser sei, dass er sich weiter im Palast aufhalte. Nach den Ephemeriden starb er am Abend des 10. Juni 323 v. Chr. im Alter von 32 Jahren nach zwölfjähriger Regierung.

## Antike Gerüchte über Alexanders angebliche Vergiftung
Nach einem antiken Gerücht sei Alexander nicht einer Fieberkrankheit, sondern einem Giftanschlag erlegen. Unter anderem wird es von Arrian erwähnt, der dieser These von Alexanders Vergiftung ablehnend gegenübersteht. Das Gerücht soll von Olympias einige Jahre nach dem Tod ihres Sohns Alexander in die Welt gesetzt worden sein. Einige Forscher nehmen wiederum an, dass in den ersten Jahren des Zeitalters der frühen Diadochen – im Zeitraum von 321 bis 308 v. Chr. – von anderen Gegnern der Partei des Statthalters Makedoniens, Antipatros, ein fabriziertes Pamphlet Über die letzten Tage und das Testament Alexanders publiziert worden sei.
Der Vergiftungshypothese zufolge hat Antipatros ein von Aristoteles ausfindig gemachtes Gift seinem Sohn Kassander mitgegeben, als er ihn zur Rechtfertigung gegen diverse Vorwürfe nach Babylon schickte. Dort angekommen sei Kassander dem König mehrmals ungünstig aufgefallen, da er über dessen Forderung zur Übung der Proskynese gelacht habe. Sein Bruder Iolaos, der Mundschenk Alexanders, habe das Gift beim Bankett des Medios in den Heraklesbecher geleert. Als der König aus diesem getrunken habe, sei er lebensgefährlich erkrankt und bald darauf gestorben.

## Moderne Theorien
Heutige Forscher sind sich in der Beurteilung der antiken Berichte über Alexanders Tod nicht einig. Die Fieberkrankheit, an der Alexander nach den amtlichen Aufzeichnungen starb, ist nicht sicher zu identifizieren. Hermann Bengtson plädiert nach Konsultation eines Medizinprofessors dafür, dass Alexander an einer Lungenentzündung gestorben sei. Nach Fritz Schachermeyr war die Todesursache tropische Malaria, mit der Alexander sich während der Fahrt auf dem Euphrat und Pallakottos infiziert habe. Dazu sei eine Lungenentzündung oder eher Leukämie gekommen, was den kurz vor dem Tod sich einstellenden Verlust des Sprechvermögens erklären könne. William Woodthorpe Tarn und Robin Lane Fox führen des Weiteren an, dass auch Überanstrengung und die gesundheitlichen Folgen früherer ernsthafter Kriegsverletzungen zum frühen Tod des Königs beitrugen. Bisweilen wird auch vermutet, dass ein durch übermäßige Trunksucht verursachtes Leberleiden die Todeskrankheit ausgelöst habe. Schon der antike Autor Ephippos von Olynth warf Alexander in einem Pamphlet exzessiven Alkoholkonsum vor.

## Babylonische Reichsordnung; Alexanders Beisetzung; Alexandergrab
Nach dem Bericht des Alexanderhistorikers Quintus Curtius Rufus waren Makedonen und Perser in Babylon unmittelbar nach Alexanders Tod gleichermaßen schmerzlich berührt. Die Perser löschten die heiligen Feuer, legten Trauergewänder an und schoren ihr Haar. In den Satrapien des Reichs blieb es ruhig. Nur in Griechenland wurde auf die Kunde von Alexanders Tod zum Aufstand gegen die makedonische Hegemonie gerüstet, was zum Lamischen Krieg führen sollte. Bald fand im Palast von Babylon, wo Alexanders Leichnam aufgebahrt lag, eine makedonische Heeresversammlung statt, auf der es zu Streitigkeiten unter den führenden Generälen des verstorbenen Königs über die einstweilige Machtaufteilung im Reich und die Thronfolgeregelung kam. Dabei standen die Gruppe der Offiziere der Reiterei unter Führung des Perdikkas, der von Alexander dessen Siegelring erhalten hatte, und die Partei des Fußtruppenführers Meleagros einander feindlich gegenüber. Schließlich wurde auf einer zweiten Heeresversammlung ein vorläufiger Kompromiss in der  Babylonischen Reichsordnung gefunden. Es wurde beschlossen, dass sowohl Alexanders jüngerer Halbbruder Philipp III. Arrhidaios als auch der erwartete Sohn (Alexander IV. Aigos) der hochschwangeren Gattin Alexanders, Roxane, Könige werden sollten. Perdikkas, der seinen Konkurrenten Meleagros beseitigen ließ, wurde Reichsverweser. Auch die Satrapien wurden unter die höchsten Offiziere Alexanders verteilt.
Erst zwei Jahre nach Alexanders Ableben erfolgte im Jahr 321 v. Chr. die Überführung seiner sterblichen Überreste von Babylon nach Ägypten. So lange hatte der Bau des prächtigen Leichenwagens gedauert. Der von Ägyptern und Chaldäern einbalsamierte Leichnam des Königs wurde in einen goldenen Sarkophag gelegt, der in den Leichenwagen verfrachtet wurde. Dieser führte ferner einen goldenen Thron und Alexanders Waffen mit sich. Ein von ionischen Säulen getragener perlenbesäter Baldachin überspannte den Sarkophag. Vier Gemälde mit Darstellungen Alexanders und seines Heers schmückten den Wagen. 64 Maultiere wurden eingesetzt, um den Wagen unter Glockengeläut zu ziehen. Der von Kriegern und Technikern begleitete Leichenzug begab sich von Babylon aus nach Damaskus. Der ägyptische Satrap Ptolemaios I. ging mit einer militärischen Abteilung nach Syrien und erreichte, dass ihm der Leichenwagen übergeben wurde, den er ins Nilland geleitete.
Ptolemaios ließ den toten König nicht, wie dieser gewünscht hatte, im Ammonheiligtum der Oase Siwa, sondern in der Residenzstadt Memphis beisetzen. Dieser Coup bedeutete für den Satrapen in der Zeit der Diadochenkämpfe einen großen Prestigegewinn. Einige Jahre später ließ er den Sarkophag in seine Hauptstadt Alexandria überführen und unter einem neu erbauten Tempel beisetzen. In der römischen Kaiserzeit besichtigte unter anderem Augustus das Alexandergrab in Alexandria und setzte der Mumie des verblichenen Königs selbst einen goldenen Kranz auf. Auch spätere römische Kaiser statteten dem Grab einen Besuch ab. Letztmals wird ein Besuch des Grabs durch Caracalla 215 n. Chr. erwähnt. Es wurde bis heute nicht wiederentdeckt.